# Da Freden kom til Danmark
Da Freden kom til Danmark er en dokumentarfilm fra 1945 instrueret af Johan Jacobsen.
Formodede fraklip fra filmen er samlet i en film optaget i DFI's register under samme titel.

## Handling
Danmarks befrielse og en uge i jubel.